# Сугдиён (джамоат Карима Исмоилова)
Сугдиён  (бывший Лакайбеги) — село в Карим-Исмаиловской сельской общине Вахдатского района. Расстояние от Истиклалият до центра города составляет 14 км. Население 1411 человек (2017 г.), таджики.
Основные отрасли сельского хозяйства: хлопководство, животноводство и овощеводство. Земли орошаются из реке Кафирниган.